# آيت سيدي أعمر أو حلي (اغبالة)
آيت سيدي أعمر أو حلي هي إحدى مشيخات المملكة المغربية، تتبع جغرافيا لإقليم بني ملال وإداريًا لاغبالة. يقدر عدد سكانها بـ 2508 نسمة حسب الإحصاء الرسمي للسكان والسكنى لسنة 2004.